# FC Energie Cottbus
Maillots
Actualités
Le Football Club Energie Cottbus est un club allemand de football fondé le 31 janvier 1966 et basé à Cottbus. Entre 1997 et 2014, le club faisait partie de la première et deuxième division allemande. Après deux ans en 3. Liga, Énergie Cottbus joue en quatrième division depuis 2016 et remonte en 2018 en 3. Liga. À la suite de la saison 2018-2019, le club est relégué en Regionalliga Nord-Est où il va jouer la promotion les saisons suivantes. Lors de la saison 2022-2023, il obtient le titre de champion de Regionalliga Nord-Est mais échoue dans le barrage de promotion face au club de SpVgg Unterhaching.

## Histoire
Après la saison 1962-1963, l'équipe du SC Aktivist Brieske-Senftenberg, reléguée de DDR-Oberliga, a été déléguée à Cottbus et a rejoint le nouveau SC Cottbus. La deuxième équipe de football du nouveau club de sport a été expulsée de BSG Lokomotive Cottbus. Le but du SC Cottbus était de concentrer ses talents dans le club et de remplacer le rival local, le ASG Vorwärts Cottbus en tant que club de football le plus fort. Après l'échec de ce projet, la section football a quitté le club en 1966 et a rejoint la nouvelle association de football, l'Energie Cottbus, fondée le 31 janvier 1966. 
Le nouveau BSG a été nommé « Energie » par Bodo Krautz, un des 450 passionnés de sports qui ont participé au choix du nom de Cottbus lors d'un concours de lecteurs du Lausitzer Rundschau. 
L'ancien district de Cottbus était un producteur d'énergie avec plusieurs centrales électriques et des Tagebauen de lignite. Après le renversement politique de 1989 et les changements économiques associés, le système d'exploitation des communautés sportives n'a pas pu être poursuivi, les membres du BSG ont créé le 1er juin 1990 le FC Énergie Cottbus.

## Moments forts du club
- 1966 : fondation du club sous le nom de BSG Energie Cottbus
- 1973 : 1re participation au championnat de 1re division d'Allemagne de l'Est
- 1990 : le club est renommé FC Energie Cottbus
- 1997 : Participation à la finale de la coupe d´Allemagne
- 1997: Première participation à la Bundesliga 2
- 2000 : 1re participation à la Bundesliga 1
- 2006 : Seconde participation à la Bundesliga 1
- 2011 : Participation à la demi-finale de la coupe d´Allemagne
- 2016 : Relégation en 4e division, pour la première fois de son histoire le club joue au niveau amateur.
- 2018 : Montée en 3.Bundesliga et retour dans le football professionnel.

## Palmarès
- Coupe d'Allemagne :
  - Finaliste : 1997

| Saison  | Liga  | Place | Bc:Bp | Points |
| ------- | ----- | ----- | ----- | ------ |
| 2008/09 | BL    | 16.   | 30:57 | 30     |
| 2009/10 | 2. BL | 9.    | 55:49 | 47     |
| 2010/11 | 2. BL | 6.    | 65:52 | 55     |
| 2011/12 | 2. BL | 14.   | 30:49 | 35     |
| 2012/13 | 2. BL | 8.    | 41:36 | 48     |
| 2013/14 | 2. BL | 18.   | 35:59 | 25     |
| 2014/15 | 3. L  | 7.    | 50:50 | 56     |
| 2015/16 | 3. L  | 19    | 32:52 | 41     |
| 2016/17 | RLNO  | 2     | 58:26 | 66     |
| 2017/18 | RLNO  | 1     | 74:14 | 89     |
| 2018/19 | 3. L  | 17.   | 51:58 | 45     |
| 2019/20 | RLNO  | 3.    | 53:32 | 45     |
| 2020/21 | RLNO  | 9.    | 18:19 | 18     |
| 2021/22 | RLNO  | 3.    | 85:35 | 74     |
| 2022/23 | RLNO  | 1     | 65:28 | 70     |

## Joueurs et personnalités du club

### Anciens joueurs
- Gregg Berhalter
- Laurențiu Reghecampf
- Radosław Kałużny